# Walter Schlüter
Walter Schlüter (ur. 1911, zm. listopad 1977) – niemiecki kierowca rajdowy. Rajdowy mistrz Europy z roku 1954 oraz wicemistrz Europy z roku 1955

## Kariera
W roku 1953 startował w Rajdowych mistrzostwach Europy jako pilot Helmuta Polenskyego, rajdowego mistrza Europy 1953. Rok później w mistrzostwach Europy startował już jako kierowca i został mistrzem Europy. Za osiągnięcia sportowe 31 stycznia 1954 roku został uhonorowany nagrodą Srebrnego liścia laurowego.

## Podia w rajdach ERC[1]
| Nr | Rajd               | Sezon | Pilot               | Samochód | Miejsce |
| -- | ------------------ | ----- | ------------------- | -------- | ------- |
| 1  | Rajd Alpejski 1954 | 1954  | Heinz Schellhaas    | DKW F 91 | 3       |
| 2  | Rajd Genewski 1954 | 1954  | Siegfried Eikelmann | DKW F 91 | 2       |
| 3  | 5 Rajd Wikingów    | 1956  | Siegfried Eikelmann | DKW F 91 | 2       |